# Luka nad Jihlavou (stacja kolejowa)
Luka nad Jihlavou – stacja kolejowa w miejscowości Luka nad Jihlavou, w kraju Wysoczyna, w Czechach Znajduje się na wysokości 445 m n.p.m.
Na stacji istnieje możliwość zakupu biletu i rezerwacji miejsc.

## Linie kolejowe
- 240 Brno - Jihlava